# Петрова гора (музички састав)
Петрова гора (Пјевачка група Петрова гора, Група Петрова гора) бивши је српски музички састав, који је изводио крајишку народну музику. Састав је настао 2003. године.

## Историја групе
Музички састав Петрова гора настао је 2003. године. Састав су формирала браћа Милић из Блатуше покрај Вргинмоста. Музички састав Петрова гора добио је име по истоименој планини, која се налази на Кордуну. Групу је основала група Кордунаша, предвођена браћом Милић.
Први музички албум Петрова гора је издала 2003. године. Издали су два музичка албума. Већина чланова групе били су са простора Кордуна. Поред браће Драгана, Душка и Јанка Милића, који су били родом из Блатуше покрај Вргинмоста, ту је био и Ненад Тумара, родом из Кордунског Љесковца код Слуња. Члан групе Драган Петровић био је Банијац, родом из Брезовог Поља код Глине.
Године 2006. дио чланова (Драган Петровић и Станко Ћане Петковић) напушта групу. Драган Петровић (скупа са Ћаном Петковићем) формира музички састав Звуци Баније. Године 2007. групу напушта Ненад Тумара и прелази у групу Звуци Баније. Група Петрова гора наставља са радом, а групи се придружују двојица млађих чланова. Нема забиљежених активности ове групе након 2013. године.

## Естрадна каријера

### Музички албуми
Свој први музички албум Петрова гора је издала за издавачку кућу Нина трејд из Београда (из Сурчина), 2003. године. Албум, који је био у формату музичке касете, носио је назив Ој, Банијо и Кордуну. Албум је имао осам пјесама. Вокални солиста је био Ненад Тумара. Пратећи вокали били су Драган Петровић, Душко Милић, Јанко Милић, Станко Ћане Петковић и Драган Милић. Гост на албуму био је Андрија Бајић. Највећи број пјесама (текст и музику) написао је Андрија Бајић. Текст једне од пјесама написао је отац члана групе Јанка Милића. Након овог албума, групу напуштају Драган Петровић и Станко Ћане Петковић (2006), а потом и Ненад Тумара (2007). Група је наставила са радом и наступима, а у групу су дошла двојица млађих чланова.
Сљедећи албум изашао је 2007. године. Носио је назив Јесење кише и имао је 11 пјесама, међу којима су Јесење кише, Пијаница, Јело, моја Јело, Соко, сива птица, Вргинмосте, родни граде (уз типичну пратњу тамбурице), Кордунашка свадба, Стално сањам, Свако јутро кад угледам зору (уз типичну пратњу тамбурице и типичан кордунашки говор), Ој, Корано, и др. Један од аутора пјесама био је Стево Бекић.

### Естрадни наступи
Музички састав Петрова гора учествовао је у емисији Гладна сам родног неба на Телевизији Коперникус.
Група је учесник манифестација Да се не заборави у Руми,Ђедова косидба у Вргинмосту, Извор народног стваралаштва – Прела и посела и др.

### Чланови

#### Посљедња постава
- Драган Милић – Вођа групе, пратећи вокал.
- Душко Милић – Пратећи вокал.
- Јанко Милић – Пратећи вокал.

#### Бивши чланови
- Ненад Тумара – Вокални солиста.
- Драган Петровић – Пратећи вокал.
- Станко Ћане Петковић – Пратећи вокал.

### Хитови

#### Најпознатији хитови
- Ој, Петрова горо зелена (2003)
- Ој, Банијо, најмилији крају (2003)
- Ој, Корано (2007)
- Вргинмосте, родни граде (2007)

#### Остали хитови
- Ој, Блатушо, село моје (2003)
- Љесковчанка (2003)
- Српске страже (2003)

### Манифестације
- 2007. Да се не заборави, Рума.[14]
- 2011. Ђедова косидба у Вргинмосту.[24]
- Извор народног стваралаштва – Прела и посела.[12][13]

## Дискографија

### Албуми
- Ој, Банијо и Кордуну, Нина трејд (2003)
- Јесење кише, (2007)